# یکای اختیاری

In the vertical axis of this graph, arbitrary unit is used to express approximate trend in the current–voltage characteristic of a generic ترانزیستور اثر میدان.

یکای اختیاری  یا  یکای نامعلوم  در علم و فناوری (به انگلیسی: Arbitrary unit) یکای اندازه‌گیری‌ای است که برای نمایش مقدار ماده، شدت (فیزیک)  یا کمیت‌های دیگر نسبت به یک اندازه‌گیری مرجع کاربرد دارد.)
اندازه‌گیری مرجع معمولاً توسط آزمایشگاه‌های محلی یا دستگاه‌های اندازه‌گیری  تعریف می‌گردد در نتیجه  امکان مقایسه یک واحد از این یکا با موارد دیگر امکان‌پذیر نیست و باید جزئیات و شرط‌های تعریف شده مورد بررسی قرار گیرند به همین دلیل گاهی آن را به عنوان یکای نامعلوم نیز در نظر می‌گیرند.
این یکا برای مقایسه مواردی که در شرایط مشابه تعریف شده‌اند کاربرد دارد.
از آنجایی که این یکا نسبیت بین اندازه گرفته شده و مقدار مبدأ را بیان می‌کند می‌توان آن را کمیت بدون بعد در نظر گرفت.
معمولا از این یکا در علوم فیزیولوژی برا ی نمایش  غلظت مولار و  طیف‌سنجی برای بیان شدت طیف نور کاربرد دارد.
زمانی که یکای مبدأ با دقت اندازه‌گیری شود و مورد قبول جوامع علمی بین‌المللی قرار گیرد می‌توان از آن به عنوان یکای عمومی استفاده کرد به عنوان مثال یکای بین‌المللی دبل‌یواو  یکی از این موارد هست.